# Nils Gustaf Dalén
Nils Gustaf Dalén  (pronunciación en sueco: /ˈɡɵ̂sːtav daˈleːn/ (escucharⓘ); Stenstorp, Suecia, 30 de noviembre de 1869 – Estocolmo, 9 de diciembre de 1937) fue un ingeniero y físico sueco, galardonado con el Premio Nobel de Física en 1912. 

## Vida
Gustaf Dalén fue contratado como ingeniero de desarrollo en la empresa Aga (Aktiebolaget Gasaccumulator) en 1906 y, después de tres años, fue nombrado director general de la empresa. Gustaf Dalén llevó rápidamente a la empresa Aga a una posición de liderazgo mundial, principalmente en el ámbito de los faros, que se hicieron conocidos bajo el nombre de faros Aga. El gran avance de Aga en el mercado mundial fue un pedido importante de faros en 1911 para el Canal de Panamá. Un trágico accidente durante una prueba en 1912 con tubos de gas acetileno para probar la máxima resistencia a la presión, que explotaron, lo dejó gravemente quemado y le hizo perder la vista en ambos ojos, pero esto no le impidió continuar como líder indiscutible de la empresa hasta su muerte en 1937. Poco después del accidente en 1912, se anunció que Gustaf Dalén había sido galardonado con el Premio Nobel de Física. Dalén donó gran parte del premio a los empleados de Aga mediante la distribución de una semana de salario extra y también estableció un fondo en la Universidad Tecnológica Chalmers.
Tomó las riendas de la granja familiar, que amplió para incluir una tienda de artículos de jardín, tienda de semillas y una lechería. En 1892 inventó un testador de la grasa de la leche, que comprobaba la calidad de la leche entregada.
Gustav de Laval quedó impresionado por el autodidacta Dalén y le animó a que comenzara a estudiar. Estudió ingeniería en la Chalmers tekniska högskola (Universidad de Tecnología de Chalmers) de Gotemburgo, donde consiguió el grado de Maestro, y se doctoró en 1896.

## Familia
Los padres de Gustaf Dalén eran Anders Johansson y Lovisa Andersdotter,fue el tercero de cinco hermanos, una familia de agricultores de Skräddaregården, en Stenstorp, una pequeña ciudad situada en la línea ferroviaria occidental entre Falköping y Skövde. Gustaf Dalén creció con el apellido Johansson, pero luego se lo cambió porque sus hermanos mayores ya lo habían hecho.  

### Primeros años
Los cuatro hermanos de Gustaf también alcanzaron cierta reputación en sus respectivos campos. A Gustaf le encantaba inventar cosas. Una de las historias más famosas de su infancia es la del despertador que inventó cuando tenía 13 años. A Gustaf le gustaba tomar su café a primera hora de la mañana. Con esto en mente, armó un viejo reloj de pared que su padre le había regalado con un trozo de chapa metálica, un mecanismo de sonería y un cilindro cubierto de papel de lija. Quince minutos antes de la hora prevista para que sonara el reloj, el cilindro empezaba a girar y encendía una cerilla. La cerilla colgaba sobre una lámpara de gasóleo y sobre la lámpara había una tetera con café. Cuando sonó el despertador de Gustaf, el joven inventor se despertó en una habitación iluminada con una cafetera de café caliente esperándolo.
El apellido probablemente lo tomó del pueblo de Dala, donde la familia vivió durante un año en la década de 1860, pero antes de que naciera Gustaf. Su madre se aseguró de que todos sus hermanos tuvieran la oportunidad de continuar sus estudios, incluido un hermano que se convirtió en sacerdote contratado y otro en oftalmólogo.  
En 1901 Gustaf Dalén se casó con Elma Persson (1872-1946) de Borgunda y tuvieron cuatro hijos que crecieron, dos hijas y dos hijos:
- Maja (1904-1995), abogada, consejera del condado, casada con Silfverstolpe
- Gunnar (1905-1970), ingeniero civil
- Anders (1907-1994), médico
- Inga-Lisa (1910-2006), casada con Keen
- (Una hija Greta Maria nacida y fallecida en 1902).

En 1901 se casó con Elma Persson, con quien tuvo dos hijas y dos hijos. Falleció a los 68 años.

## Investigaciones
Gustaf Dalén creció en una familia con cinco hermanos y una hermana. Desde joven, mostró más aptitud práctica que interés por los estudios y se dedicó a diversas invenciones complicadas. Después de la educación básica en la escuela primaria, recibió una formación adaptada en la escuela popular y en la escuela agrícola de Stenstorp, donde se especializó en el manejo de productos lácteos y jardinería. Tras su educación, se dedicó a trabajar en la granja, donde demostró tanto su talento técnico como su espíritu emprendedor. Inició un comercio de semillas y una apicultura, y también operó una pequeña lechería en la granja. Además, se dedicó a construir y reparar diversas máquinas agrícolas. Después de los primeros años en la agricultura, se interesó cada vez más en la tecnología avanzada de maquinaria y las ciencias naturales.

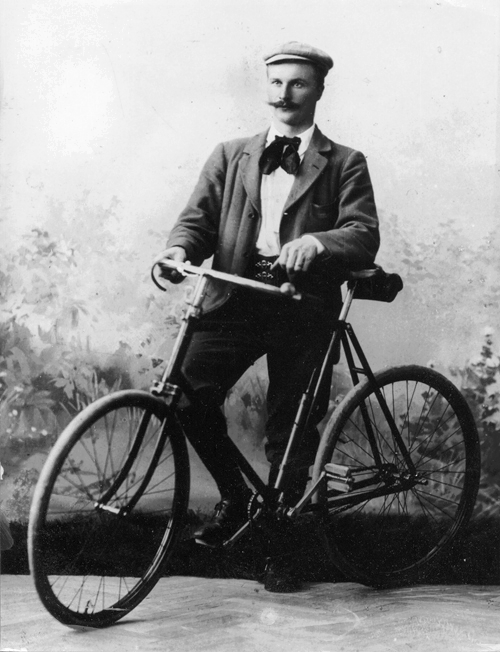
Gustaf Dalén con su bicicleta en el estudio fotográfico 1895.

En 1892, se trasladó a Estocolmo para mostrar una de sus invenciones a Gustaf de Laval, uno de los grandes inventores de la época que trabajaba con separadores y pequeñas turbinas de vapor. Se trataba de un aparato que podía determinar fácilmente el contenido de grasa en la leche, permitiendo a los agricultores recibir pago del producto lácteo también según el contenido de grasa. El encuentro con de Laval fue decisivo para su carrera profesional, ya que le aconsejó obtener una sólida formación técnica. Después de un tiempo de autoestudio y clases particulares, logró ingresar en la Instituto de Tecnología Chalmers en Gotemburgo, donde se graduó como ingeniero en 1896 (Chalmers obtuvo el estatus de instituto de ingeniería en 1937). Como joven ingeniero, se fascinó por la bicicleta como medio de transporte y tenía ideas sobre cómo mejorar el sistema de frenos de la bicicleta; aprovechó una sesión fotográfica en un estudio en 1895 para incluir su bicicleta.
Tras su graduación en Chalmers, se trasladó a Suiza para continuar sus estudios durante un año en la Escuela Politécnica Federal de Zúrich, donde el profesor Aurel Stodola (1859-1942) trabajaba en la sección de ingeniería mecánica, especializándose en turbinas. En ese tiempo, el Politécnico era una de las instituciones técnicas más importantes de Europa, donde Dalén estudió principalmente diferentes tipos de turbinas de vapor. Dalén había recibido una promesa de empleo de Gustaf de Laval durante su visita a Estocolmo en 1892 después de su graduación, lo cual probablemente fue una razón para continuar su educación en el campo de las turbinas. Cuando Dalén regresó a Suecia, la empresa de Gustaf de Laval enfrentaba grandes problemas económicos y no pudo contratarlo.
Después de regresar a Suecia en 1897, se dedicó en Gotemburgo a experimentar con una turbina de aire caliente y, en relación con esto, con compresores de aire y bombas. El trabajo continuo en estas máquinas se trasladó a Gustaf de Lavals Ångturbin AB en Saltsjö-Järla, Nacka. Al mismo tiempo, trabajó en la empresa Dalén & Celsing, que había fundado junto con un compañero de estudios de Chalmers, donde contactó con Svenska Karbid & Acetylen AB en Gotemburgo y sus aparatos de acetileno. Cuando Karbidbolaget se mudó a Estocolmo en 1901, Dalén fue contratado como su ingeniero jefe y jefe de taller. En 1902, demostró por primera vez la soldadura con acetileno en Suecia en el astillero de Finnboda.
En 1904, Dalén dejó Karbidbolaget, pero cuando la empresa se transformó en AB Gasaccumulator más tarde ese año, se convirtió en su ingeniero consultor. En 1906, obtuvo un puesto a tiempo completo en Aga y en 1909, después de una reestructuración de la empresa que estuvo cerca de la quiebra, fue nombrado director general.
Gustaf Dalén mantuvo una visión optimista de la vida, tanto en el éxito como en la adversidad. Mandó fabricar una insignia con el texto "VAR OPTIMIST" que entregaba a las personas que creía necesitaban ánimo.

## El inventor y constructor de negocios

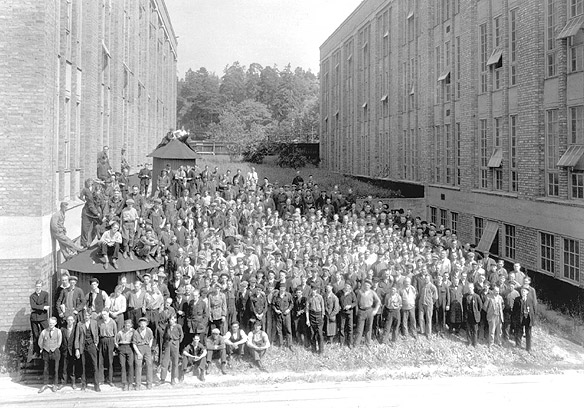
Todo el personal de AGA Co. en 1929. en la planta de producción de AGA en Lidingö, Suecia.

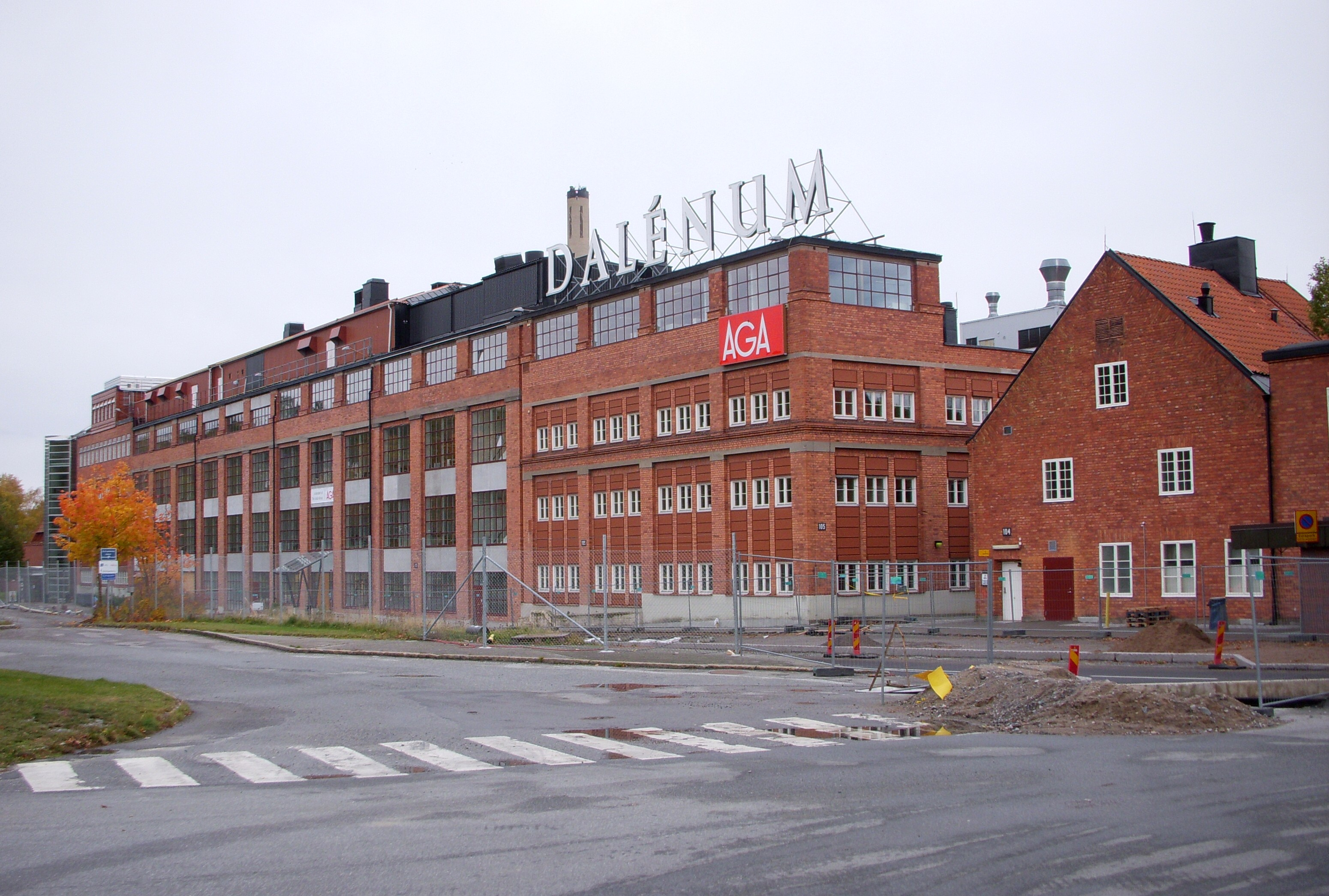
Pueblo de la empresa Dalénum, dos grandes instalaciones de producción originales de Aga en Lidingö, en Södra Kungsvägen, en Skärsätra. Foto: Octubre de 2009.

Entre los inventos más importantes de Gustaf Dalén se encuentran, entre otros, el dispositivo de luz de recorte con regulador de presión, la válvula solvente, el cambiador automático de malla incandescente y el péndulo de línea para boyas marinas, diseñado para eliminar los movimientos de las olas en la estructura del faro y proporcionar una luz más estable, así como la masa Aga para el manejo y almacenamiento seguro de acetileno. Estas innovaciones sentaron las bases para la empresa Aga (AB Gasackumulator) y su producto más exitoso, el faro Aga, que podía funcionar sin supervisión hasta por un año. La característica fundamental de los faros de Aga era que no utilizaban electricidad de ningún tipo. La única fuente de energía era el gas acetileno. Una llama muy pequeña ardía las 24 horas del día, consumiendo una cantidad mínima de gas acetileno durante el día gracias a la reducción del suministro con la válvula solvente. La mayoría de los inventos de Dalén se encuentran en el ámbito de la mecánica de precisión avanzada y en un uso eficiente de las propiedades físicas y químicas fundamentales de varios metales, gases y otros materiales. La tecnología eléctrica no formaba parte de sus primeros inventos, pero se incorporó al final de su carrera profesional. Varios otros ingenieros de Aga también participaron en muchos de los inventos de Dalén.
Un factor decisivo detrás del éxito de ventas de Aga en el extranjero fue el trabajo del director de ventas de Aga, Axel Nordvall. Los faros se vendieron en gran cantidad en los Estados Unidos, Sudamérica y muchos otros países alrededor del mundo, y en una competencia feroz, obtuvieron un pedido destacado de faros y boyas en 1911 para el Canal de Panamá. Después del pedido de Panamá, las acciones de Aga se dispararon trece veces su valor. La máquina de cortar y las luces de acetileno también se usaron en muchas otras aplicaciones, entre ellas las señales ferroviarias. En 1906, Dalén, junto con Sköldberg, inventó la llamada Agamassan, que permitía que los cilindros de acetileno soportaran golpes y sacudidas sin explotar. La masa estaba compuesta de asbesto, cemento y carbón, entre otros materiales.

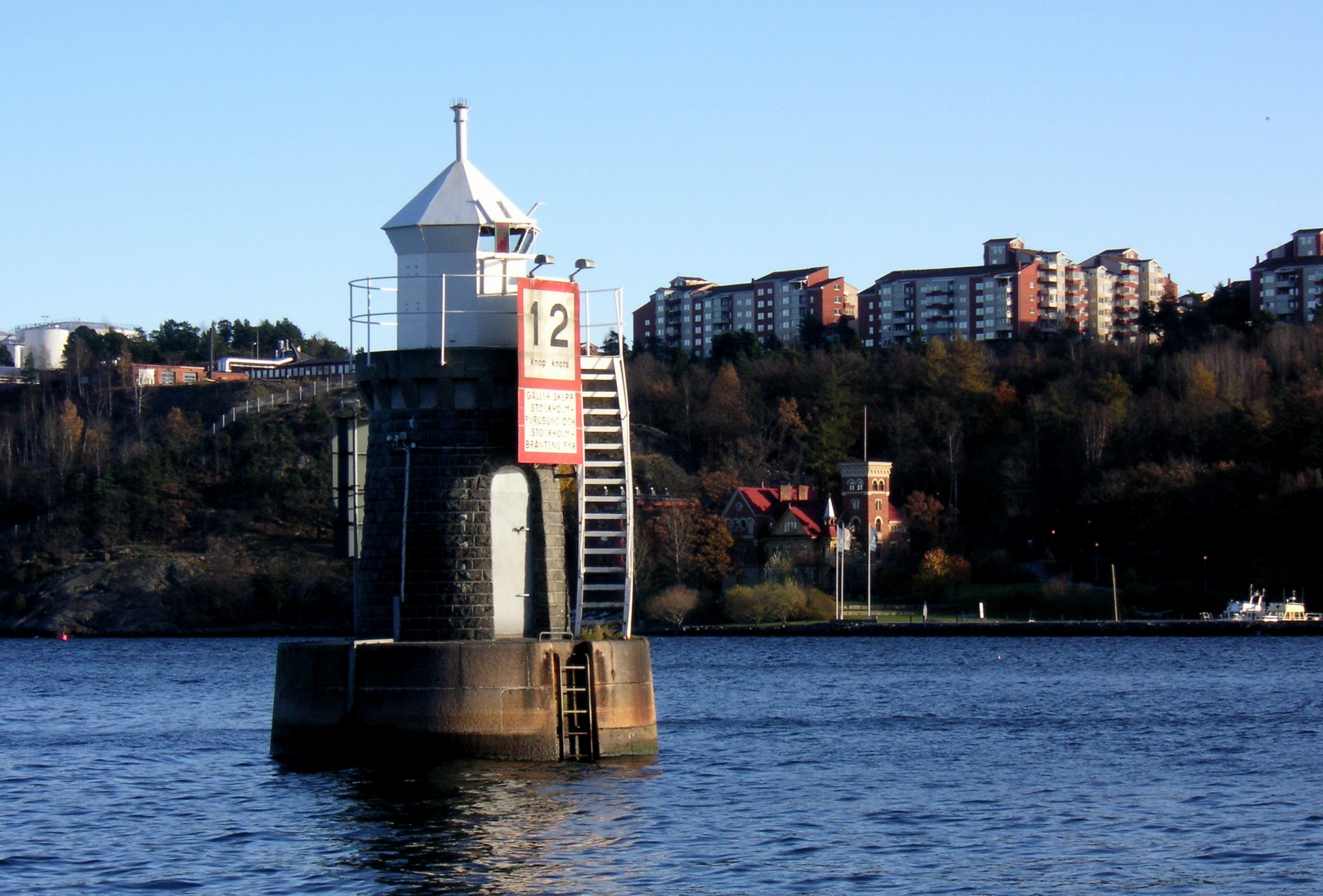
Faro de Blockhusuddens, originalmente equipado con equipos de faro de Aga, electrificado en 1980. Foto: 2007.

En 1912, Aga se trasladó a instalaciones modernas en Lidingö. Ese mismo año se produjo tanto el avance internacional, cuando la empresa recibió el encargo de construir la iluminación de faros a lo largo del Canal de Panamá, como el Faro de Blockhusudden en la entrada del puerto de Estocolmo, que fue el primero en el mundo en tener una válvula solvente. Cuando este último fue electrificado en 1980, se constató que la válvula nunca había necesitado reparación.
La gama de productos de Aga bajo la dirección de Gustaf Dalén se volvió extensa. Entre otros inventos significativos de Gustaf Dalén se puede mencionar la Agaspisen, que se introdujo en el mercado en 1929, y la soldadura con acetileno y oxígeno, que había demostrado ya en 1902. En 1916, inició una escuela de soldadura en Aga, abierta también para personas ajenas a la empresa. En 1918, Aga comenzó a fabricar lámparas de cine con acetileno y oxígeno para proyectores de películas y realizó grandes contribuciones en el desarrollo y la fabricación de equipos para películas sonoras a través de la filial AGA-Baltic. En 1919, Aga, en colaboración con L.M. Ericsson y ASEA, fundó la empresa Svenska Radio para la fabricación de radios y emitió programas de radio antes de que Radiotjänst (Sveriges Radio) tuviera el monopolio de las transmisiones de radio en Suecia. En la década de 1930, desarrollaron gases para uso médico, incluyendo el gas hilarante y equipos para anestesia.
La gama de productos de Aga durante el tiempo de Dalén como director general se amplió progresivamente con productos en diversas áreas técnicas y continuó hasta principios de la década de 1970, cuando Sven Ågrup asumió como director general y se comenzó a vender muchas partes, iniciando un retorno a la concentración en varios productos de gas, el área técnica original de Aga.

## Condiciones Laborales

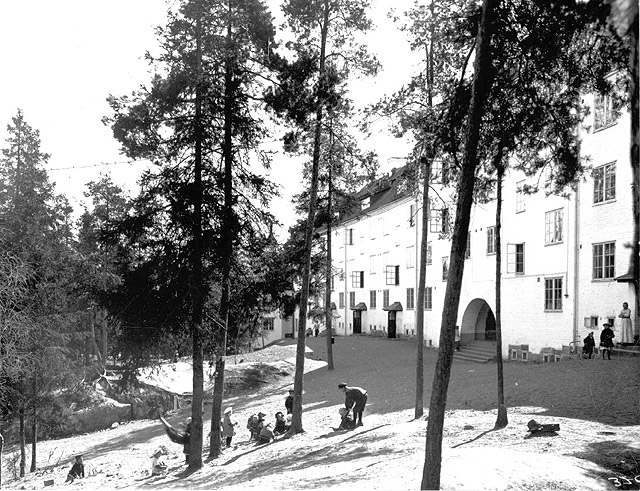
Viviendas para el personal de AGA en la zona residencial de Bergsätra, en Lidingö, construidas en 1914. En el centro de la imagen puede verse el portal con escaleras entre los lados sur y norte del edificio.

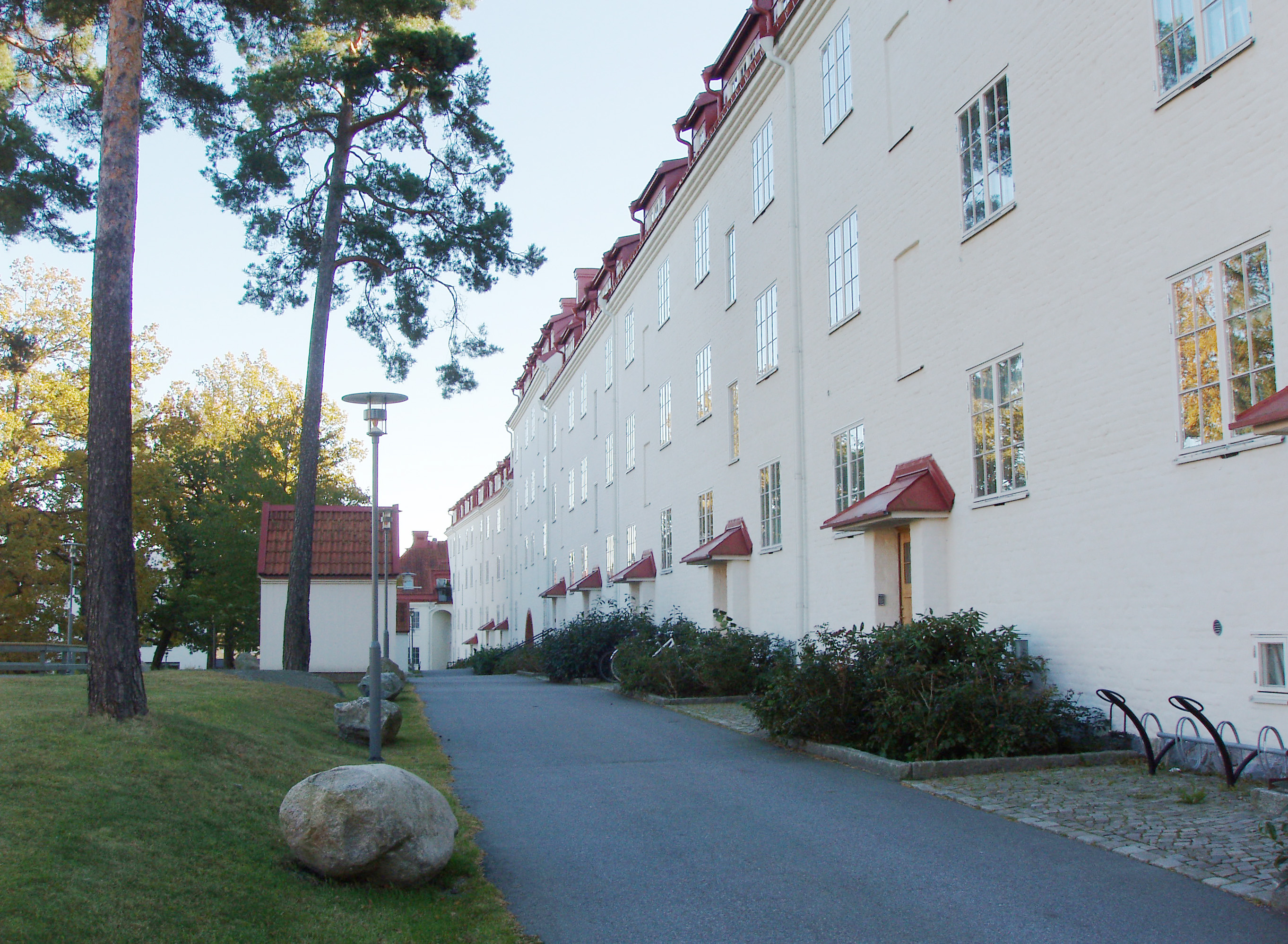
La casa de Mittvägen, en Bergsätra, en Lidingö. La casa fue construida originalmente en 1914 por AGA AB como vivienda obrera para los empleados de AGA. A principios de la década de 2000, el interior fue renovado y remodelado por John Mattson Fastighets AB. La fotografía muestra el lado norte de la casa con vistas al este.

Dalén no solo se involucró en la empresa Aga, sino también en cuestiones relacionadas con las condiciones laborales y el estándar de vivienda de los empleados. Cuando la empresa trasladó sus operaciones a Lidingö desde Järla y desde sus locales en Maria Prästgårdsgata en Södermalm, Estocolmo, los trabajadores, que en su mayoría vivían en Södermalm, debían viajar al trabajo en los barcos de vapor regulares que navegaban por las aguas de Estocolmo. En 1913, solicitaron una reducción de la jornada laboral debido a las largas distancias de viaje.
Dalén fundó entonces Fastighets AB Bergsätra, que a partir de 1914 construyó un gran edificio con 85 apartamentos en una colina sobre la fábrica, destinado a ser viviendas para los empleados de Aga. Los apartamentos se construyeron con un estándar muy moderno para la época, incluyendo electricidad, WC, baño y lavandería en el sótano. Los empleados podían elegir el tamaño del apartamento, desde 1 hasta 3 habitaciones y cocina.

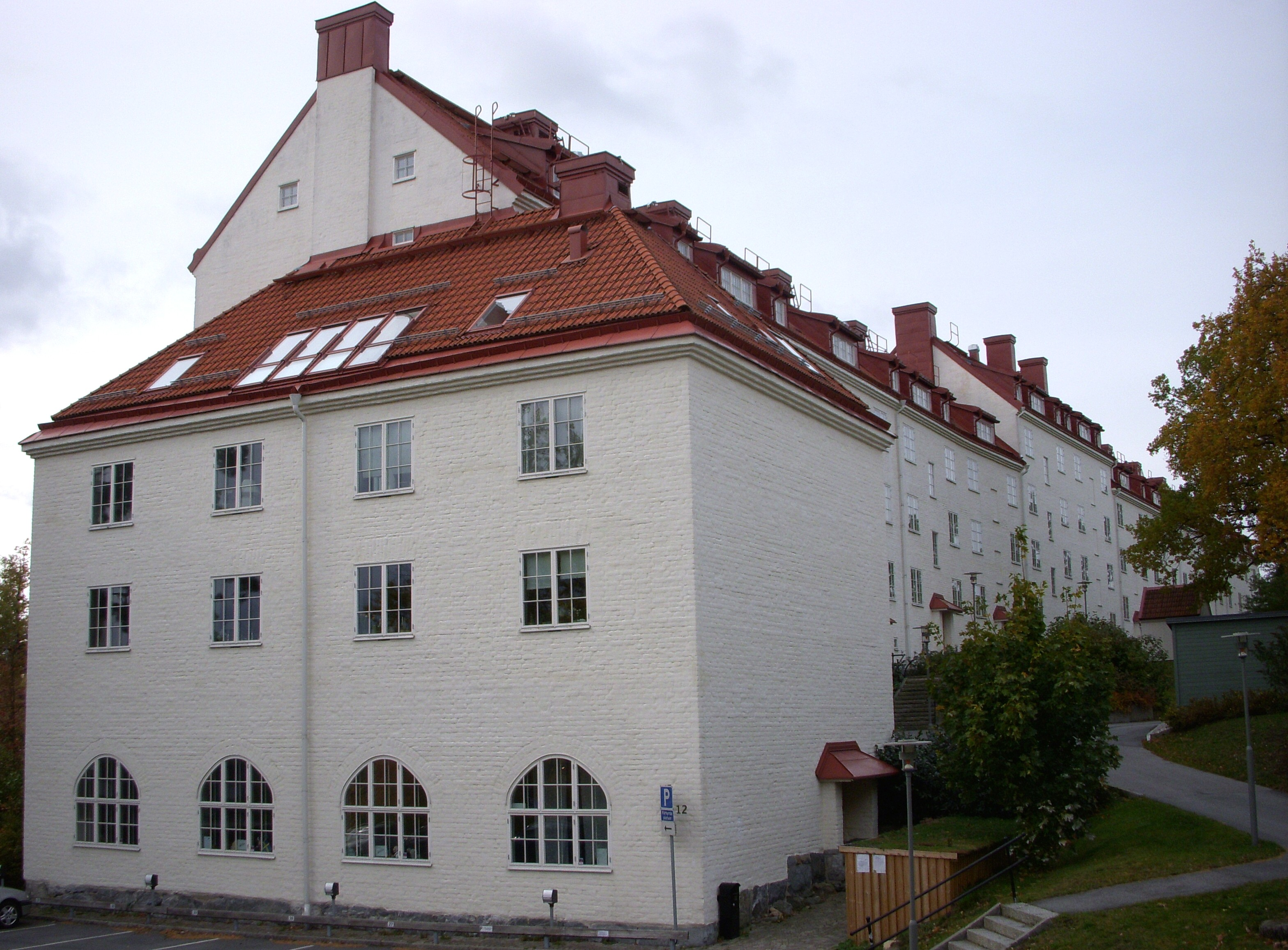
El edificio de apartamentos en Mittvägen en Bergsätra construido por Aga en 1914. Interior renovado y remodelado por JM a principios de la década de 2000. Ahora propiedad de una asociación de condominios. Foto: 2009

El edificio, que hoy ha sido transformado en propiedades residenciales, conservando la sólida estructura original, sentó las bases para el área residencial de Bergsätra. Los empleados que deseaban construir sus propias casas podían obtener préstamos ventajosos a través de la empresa. En 1919, compraron el gran edificio de alquiler "Blocket" en Brevik, donde los empleados de Aga tenían prioridad, y gradualmente muchos empleados de Aga se establecieron en Lidingö. Dalén también se encargó de mejorar el trayecto entre Estocolmo y Aga, adquiriendo un barco de pasajeros propio, el "Gasaccumultor III", más tarde renombrado como "Aga III", que permitía a los empleados viajar directamente desde el centro de Estocolmo a Aga en Larsberg sin paradas que consumieran tiempo. Dalén también impulsó la construcción de la parte sur de la línea del tranvía de Lidingö, la línea 21, que se inauguró en 1914, pero que hasta 1925 tenía Herserud en Millesgården como estación final en el puente flotante sobre Lilla Värtan, por lo que el barco de vapor desde Estocolmo fue durante mucho tiempo el medio de transporte más común para los empleados que vivían en el centro de Estocolmo.
Compromiso Político
Dalén buscó tener una influencia más directa en el desarrollo de la sociedad en Lidingö a través de su compromiso político. Entre 1916 y 1934, fue concejal del Partido de la Derecha y participó durante muchos años en el comité municipal y en la junta escolar.
Accidente y Premio Nobel

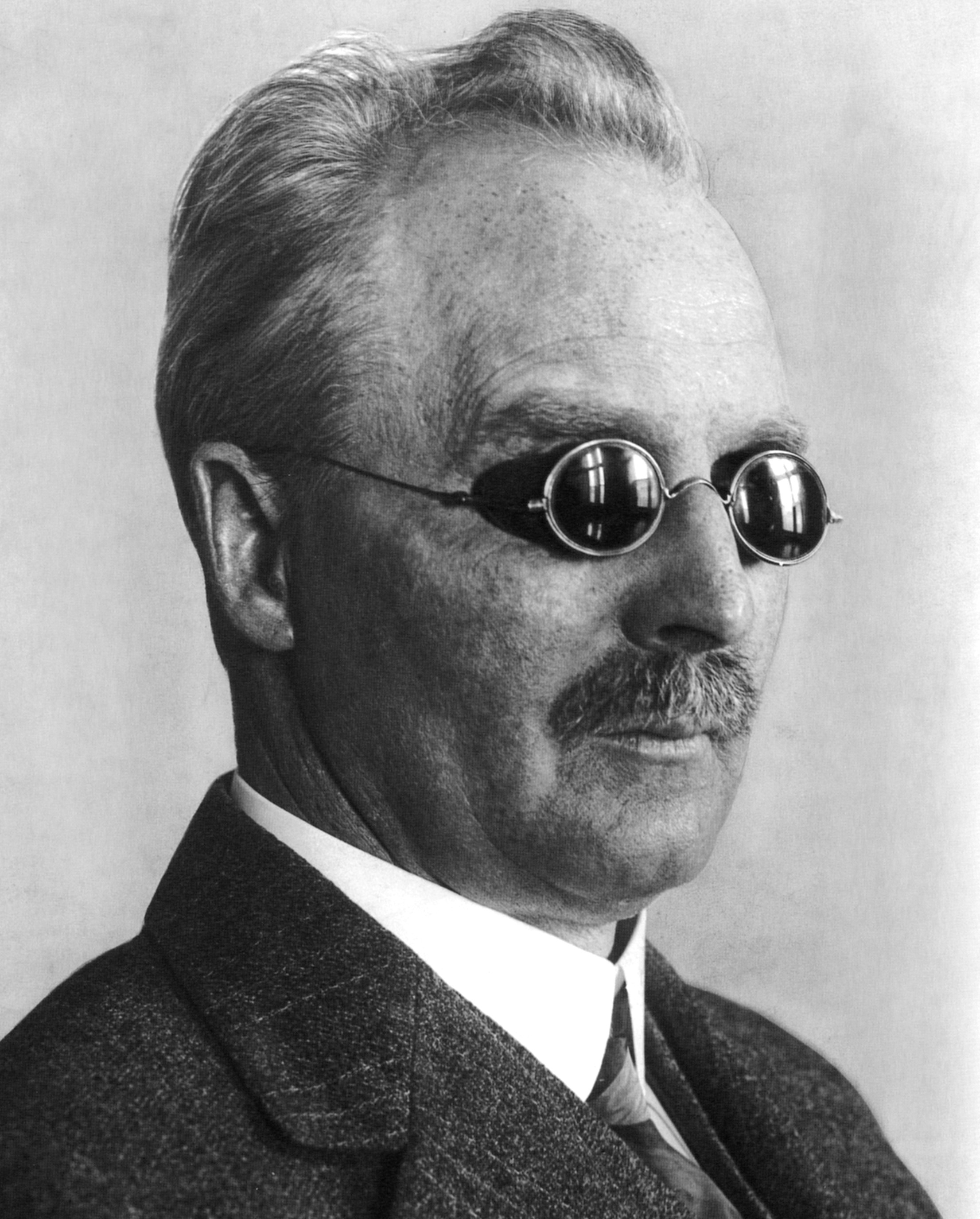
Gustaf Dalén en 1926 tras el accidente pero cuando se encontraba en el apogeo de su carrera empresarial.

El 27 de septiembre de 1912, Dalén sufrió graves quemaduras y perdió la vista en ambos ojos debido a un accidente de gas durante una prueba con tubos de acetileno en Alby gård, en Botkyrka. Dos semanas después, se anunció que había sido galardonado con el Premio Nobel de Física por sus "invenciones de reguladores automáticos para ser utilizados en combinación con acumuladores de gas para la iluminación de faros y boyas". La decisión de otorgar el premio a Dalén fue controvertida entre los físicos y probablemente estuvo influenciada por el trágico accidente que lo dejó ciego. En 1913, fue admitido como miembro número 765 de la Real Academia de Ciencias.
A pesar de su lesión, Dalén continuó dirigiendo Aga hasta 1937. Sin embargo, tras un prolongado periodo de enfermedad y una exhaustiva revisión médica, notificó a la junta directiva de la empresa que había desarrollado un cáncer avanzado y que probablemente le quedaban solo unos años de vida. Falleció ese mismo año y está enterrado en el cementerio de Lidingö.
Realizó investigaciones sobre la turbina de gas y perfeccionó la turbina de vapor Laval. Inventó un acumulador no explosivo de acetileno capaz de absorber grandes cantidades de este gas y una válvula automática para regular el gas suministrado a las farolas. 
Su primera invención, siendo aún un muchacho, fue una trilladora movida por una rueca vieja, con la cual descascaraba los fríjoles para el invierno.
Su segunda invención fue un artefacto peregrino para dormir más por la mañana. Dalén se levantaba siempre de mal grado, y no cesaba de decir que uno necesita nueve horas de sueño. Arregló un reloj viejo de suerte que le diera vueltas a un carrete a una hora determinada. El carrete encendía un fósforo, el cual, mediante un sistema complicado de cuerdas y palancas, encendía a su vez una lámpara de petróleo, sobre la cual colgaba una cafetera. Quince minutos después, el reloj ponía a funcionar un martillo que golpeaba una plancha de acero. De este modo, Gustav se despertaba en un cuarto bien alumbrado y encontraba su café ya hecho y caliente.

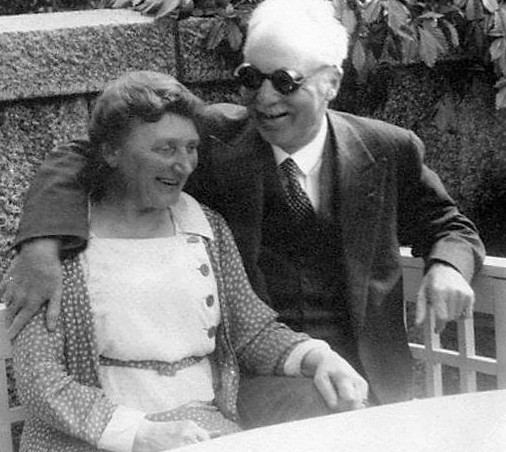
Villa Ekbacken con Selma y Gustaf Dalén en la terraza

Fue fundador de la empresa AGA, AB (fundada como AB Gas-accumulator and AB Svenska Gasaccumulator), integrada en el año 2000 en el grupo empresarial Linde AG.
Fue galardonado con el premio Nobel de Física de 1912 por su invento de la llamada «válvula solar» (Solventil), capaz de encender y apagar de forma automática la llama de las farolas en los atardeceres y amaneceres, que se aplicó de forma inmediata en las farolas aisladas.
Poco antes de obtener el premio Nobel quedó ciego como consecuencia de una explosión durante la realización de uno de sus experimentos, y se especuló sobre la influencia que este hecho pudo haber tenido en la obtención del premio.
A pesar de su ceguera, siguió dirigiendo AGA hasta 1937.

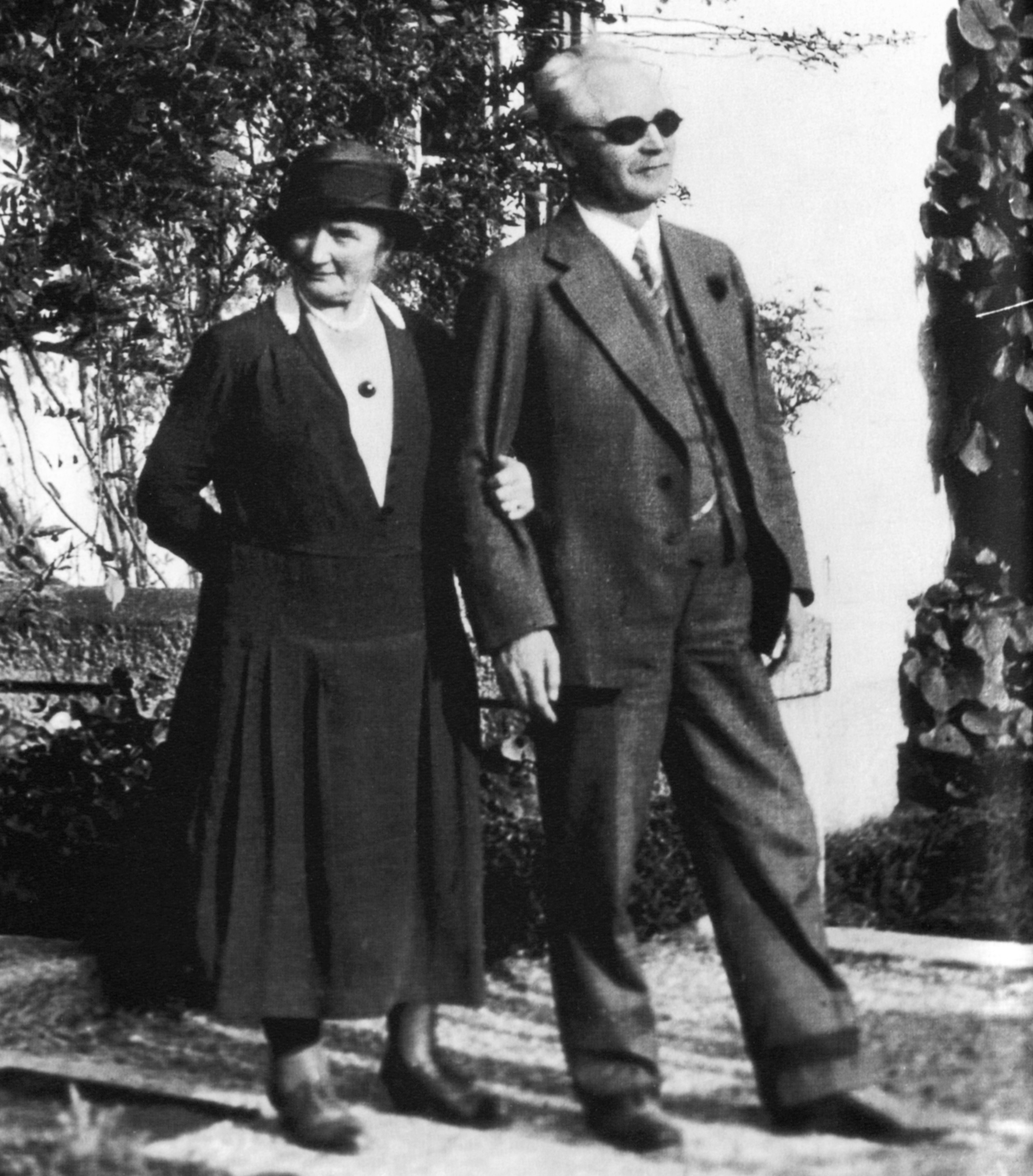
Gustaf Dalén y su esposa Elma en las afueras de Villa Ekbacken en Lidingö

## Villa Ekbacken

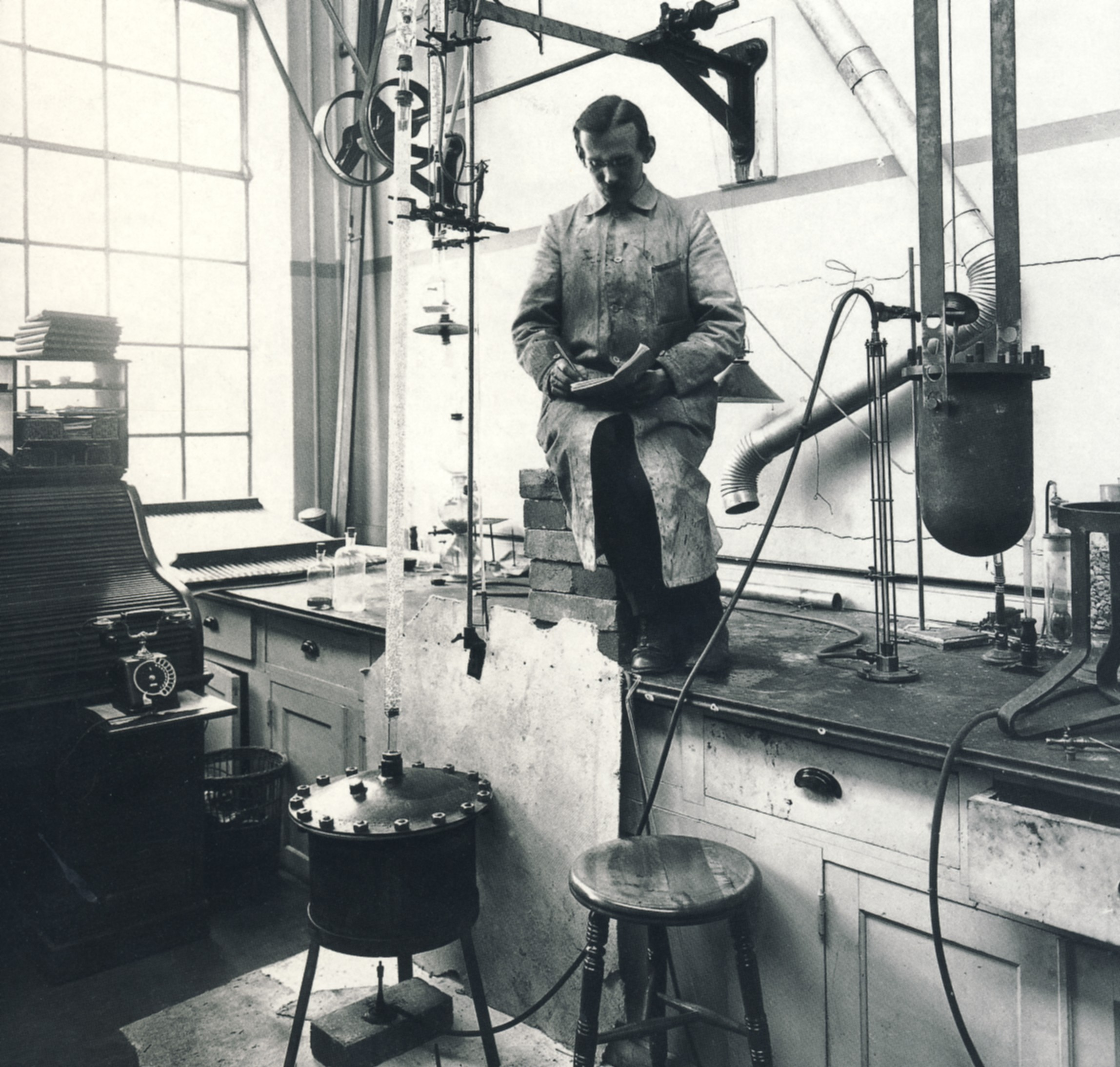
Gustaf Dalén en 1916

En 1912, cuando se estaban construyendo las instalaciones de la fábrica de Aga a orillas de Lilla Värtan, en Skärsätra, en Lidingö, se inició la construcción de la residencia privada de la familia Dalén, llamada Villa Ekbacken. La villa se construyó en una colina al este de la zona de la fábrica, con vistas despejadas a Lilla Värtan y Estocolmo, y tiene el mismo estilo monumental de castillo que Villa Högberga en Lidingö, construida en 1909-1911. El arquitecto fue Erik Hahr, que también había diseñado las viviendas para trabajadores de Aga en la cercana Bergsätra. Las paredes de ladrillo están recubiertas de una fina capa de yeso, lo que da la impresión de muros pesados. La decoración interior fue pintada por el artista Filip Månsson.
Se dice que Dalén, que había inspeccionado los cimientos de la villa el día anterior al accidente en el que perdió la vista, encontró la casa tan bien como si hubiera conservado la vista. Entre 1969 y 2011, la propiedad fue la residencia oficial del embajador canadiense en Estocolmo.
AGA forma parte del grupo alemán Linde Group, la sede sueca está situada en Hallonbergen y el negocio se concentra en el sector del gas. AGA Gas todavía está en la "parcela" (como se llamaba popularmente la zona), pero ahora es una de las 25 empresas de Dalénum, que se convirtió en el nuevo nombre cuando AGA trasladó sus operaciones principales.
A principios de 2004, un tercio de los antiguos locales de AGA estaban vacíos y el municipio tenía planes muy avanzados para construir viviendas en la zona, donde se preservarían edificios con un valor histórico-cultural, con el objetivo de "crear un barrio animado donde se pueden combinar el trabajo y la vida ".

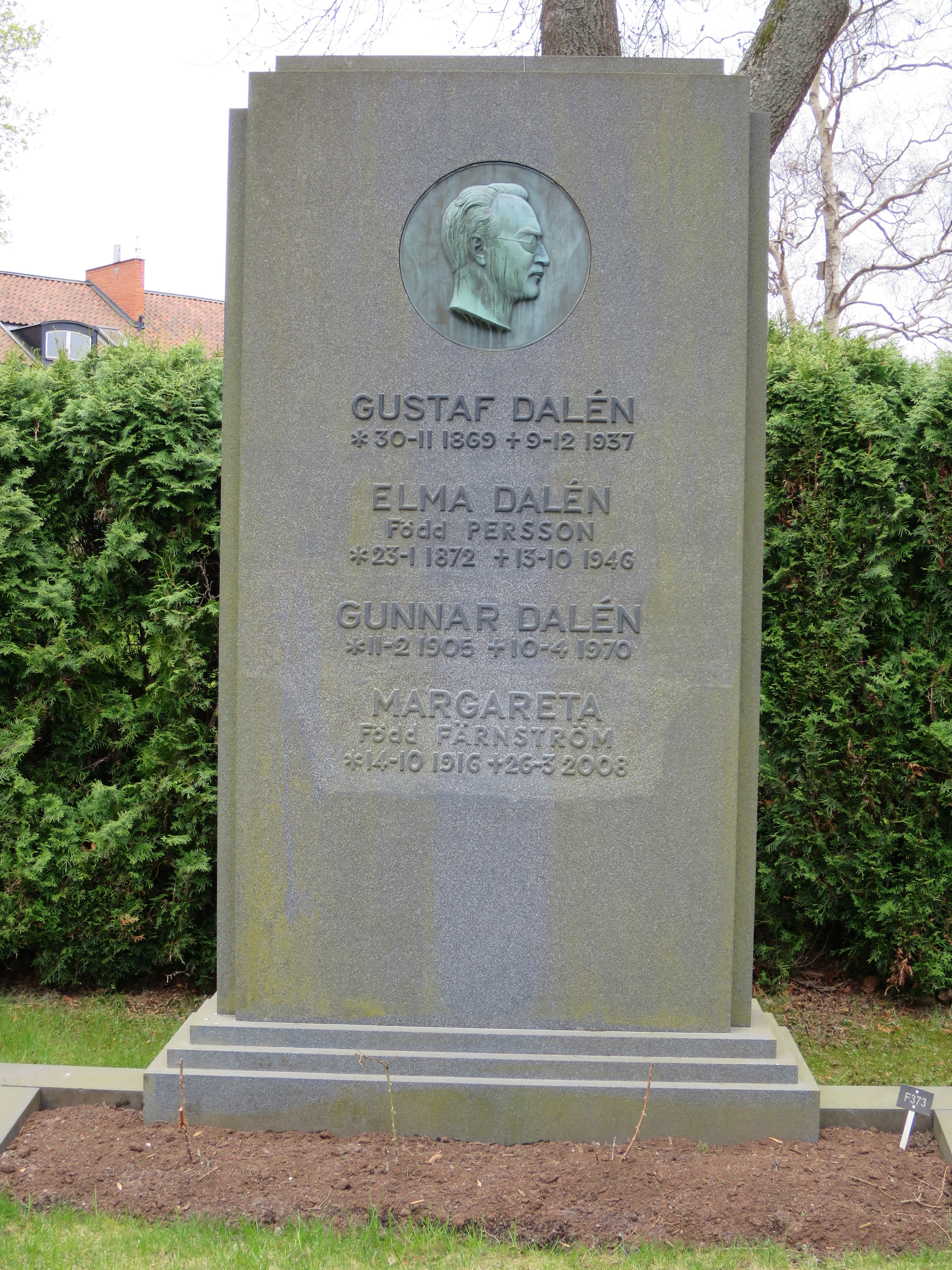
La tumba de Gustaf Dalén en el cementerio de Lidingö

## Lugares y edificios que llevan el nombre de Gustaf Dalén
- Monumento a la tumba de Gustaf Dalén en el cementerio de Lidingö
- Faro de Gustaf Dalén en las afueras de Oxelösund
- Faro Gustaf Dalén en Skiftet
- Dalénhallen, pabellón deportivo en Lidingö, posteriormente rebautizado como Childhoodhallen
- Dalénum, centro empresarial en el polígono Agas de Lidingö
- Museo Dalén, en la localidad natal de Stenstorp
- Gustaf Dalénskolan, escuela primaria en Stenstorp
- Dalénium, centro científico en Stenstorp
- Sala Gustaf Dalén, aulario de la Universidad Tecnológica de Chalmers
- Exposición Gustaf Dalén, Unión de Estudiantes de Chalmers
- Crucero de salvamento Gustaf Dalén, antiguamente propiedad de la SSRS, la Sociedad Sueca de Salvamento de Náufragos.
- Gustav Dalénsgatan, en el centro de Hisingen, en Gotemburgo.